# Luke Thompson
Luke Thompson (トンプソン ルーク; nacido en Kaiapoi el 16 de abril de 1981) es un jugador de rugby nacido en Nueva Zelanda, que juega de segunda línea (y, ocasionalmente, de flanker) para la selección de rugby de Japón y para los Kintetsu Liners en la Top League japonesa. 
Thompson comenzó su carrera con Canterbury pero, después de que su titularidad en el equipo quedase bloqueada por el regreso de Brad Thorn y la presencia de Chris Jack, firmó con los Sanyo Wild Knights en 2004. Después pasó a jugar con los Kintetsu Liners, equipo con el que sigue jugando a día de hoy.
En 2007 reunió los requisitos a través de la residencia para jugar con la selección japonesa. Debutó en un partido contra la selección de rugby de Hong Kong, celebrado en Tokio el 29 de abril de 2007. Pasó a ser un miembro constante del equipo con John Kirwan de entrenador entre 2007 y 2011 representando al país en dos copas mundiales. En el torneo de 2007 destacó anotando 2 ensayos en una estrecha derrota frente a Fiyi, 35-31.
Después de la Copa Mundial de Rugby de 2011, el nuevo entrenador de Japón, Eddie Jones, no lo incluyó en el equipo japonés para el Torneo de las 5 naciones de Asia 2012. Jones había decidido tener menos extranjeros en el equipo que su predecesor Kirwan.
Fue llamado de nuevo en noviembre de 2012 como reemplazo, por lesión, de Toshizumi Kitagawa, y salió de titular en las primeras victorias de Japón en Europa contra Rumanía y Georgia. En 2013 Jones conservó a Thompson en el amplio equipo de 41 jugadores entrenando para el 5 naciones 2013 y la Pacific Nations Cup, pero quedó excluido del equipo definitivo.
Thompson obtuvo la ciudadanía japonesa en julio de 2011 después de siete años en Japón, y está bien asentado en el país. Su hermana, Anna Thompson es un miembro de la selección de netball de Nueva Zelanda, los Silver Ferns.
Formó parte de la selección japonesa que participó en la Copa Mundial de Rugby de 2015. 